# Nuestra Señora de Namacpacan
Nuestra Señora de Namacpacan es una advocación mariana venerada en Luna, La Unión (Filipinas).

## Historia

### Origen
De acuerdo con monseñor Quintin Velasquez, la imagen de Nuestra Señora de Namacpacan fue encargada desde España en 1871 por un sacerdote agustino destinado en el seminario de la Inmaculada Concepción de Vigan. Durante el viaje, el barco procedente de Acapulco que transportaba la talla se vio obligado a buscar refugio en Darigayos a causa de una tormenta. Cuando se intentó reanudar la travesía una vez terminado el temporal, un fuerte viento obligó al navío a regresar al puerto. En consecuencia, el capitán tomó la decisión de enviar la imagen a Vigan por tierra, motivo por el que fue temporalmente emplazada en el convento de la Iglesia de Santa Catalina de Alejandría, en Namacpacan (actual Luna). No obstante, cuando se iba a proceder con el traslado, la estatua se volvió repentinamente demasiado pesada como para ser transportada por vía terrestre, acontecimiento interpretado por el padre agustino Camilo Naves como un deseo de la Virgen de permanecer en la antigua ciudad de Namacpacan. El padre Marcelino Ceballos, entonces cura de la parroquia, solicitó al sacerdote agustino de Vigan la entrega de la talla, a lo que este último accedió a cambio de que los habitantes de Namacpacan reembolsasen los gastos del viaje desde España, siendo la imagen finalmente entronizada en el altar de la zona norte de la Iglesia de Santa Catalina de Alejandría.

### Milagros
Se han atribuido varios milagros a Nuestra Señora de Namacpacan desde el siglo xx. Uno de ellos relata la recuperación de una joven de 13 años llamada Rosa Roldan, imposibilitada para caminar desde su nacimiento. Según el testimonio de Rosa, una mujer se presentó en su casa y le devolvió la capacidad de andar, pidiéndole posteriormente acudir a visitarla a la parroquia de Luna. Cuando Roldan se dirigió al lugar indicado, reconoció instantáneamente a la mujer como Nuestra Señora de Namacpacan. Del mismo modo, algunos igorrotes procedentes de las montañas se dirigieron a la ciudad para cumplir una misión encomendada por una hermosa «señora» que les había visitado, dado alimento y solicitado ir a Luna para ser bautizados. Cuando llegaron a la parroquia, identificaron la imagen de la Virgen como la señora que les había visitado, procediendo a besar la talla para después recibir el bautismo. Desde entonces, el término «Namacpacan» significa «la señora que alimenta», siendo la Virgen llamada en ilocano «Apo Baket» en señal de respeto. Por su parte, en 1950 los habitantes de la ciudad se vieron sorprendidos por una luz deslumbrante que emanaba de la talla de la Virgen y cubría toda la iglesia.

### Coronación canónica
Debido a los múltiples milagros atribuidos a Nuestra Señora de Namacpacan, la imagen fue coronada canónicamente el 24 de noviembre de 1959 mediante decreto especial del papa Juan XXIII a través del nuncio apostólico en Filipinas Salvatore Siino. Durante la ceremonia de coronación, el nuncio reveló a los creyentes que poco antes de la muerte de Pío XII el 9 de octubre de 1958, el papa había visto en un sueño a la Virgen entronizada en Namacpacan. El pontífice preguntó por la ubicación del lugar, pero nadie de los que le rodeaban sabía de su existencia, algo que fue revelado casualmente poco después de su muerte mediante la solicitud de los habitantes de Luna de la coronación de la imagen.

## Descripción
La talla, realizada en madera blanda, muestra a la Inmaculada Concepción, aunque alejada de la representación tradicional de esta advocación mariana; la Virgen aparece erguida y hierática con ambos brazos estirados y las manos extendidas, el rostro inclinado hacia abajo y la vista dirigida al suelo, siendo habitual en la iconografía de la Inmaculada que la Virgen aparezca en contrapposto con los brazos doblados y las manos juntas en actitud orante, además de tener la cabeza levantada y la vista dirigida al cielo. La Virgen, apoyada en una peana semiesférica sin la media luna propia de la Inmaculada Concepción, figura aplastando una serpiente la cual porta una manzana en la boca, símbolo del pecado original, lo que sumado a lo anterior la aproxima iconográficamente a la representación típica de la Virgen Milagrosa. La imagen, de vestir, posee cabello esculpido en vez de peluca, luce un velo y cuenta con un ajuar compuesto por varios trajes y mantos elaborados en diferentes materiales y estilos, todos ellos donados por devotos. Las dimensiones de la talla, de 1,92 metros de altura, la convierten en la imagen mariana de mayor tamaño venerada en Filipinas.

## Festividad
La fiesta de Nuestra Señora de Namacpacan se celebra el 24 de noviembre, con peregrinaciones desde Ilocos y otras zonas de Luzón así como desde Gran Manila y el resto del archipiélago.